# Aseraggodes beauforti
Aseraggodes beauforti är en fiskart som beskrevs av Chabanaud, 1930. Aseraggodes beauforti ingår i släktet Aseraggodes och familjen tungefiskar. Inga underarter finns listade i Catalogue of Life.